# Оскар Осала
Оскар Осала (фин. Oskar Osala — Васа, 26. децембар 1987) професионални је фински хокејаш на леду који игра на позицијама крилног нападача. 
Члан је сениорске репрезентације Финске за коју је на међународној сцени дебитовао на светском првенству 2010. године. 
Учествовао је на улазном драфту НХЛ лиге 2004. где га је као 97. пика у трећој рунди одабрала екипа Вашингтон капиталса. Као играч екипе Металурга из Магнитогорска, за коју игра од 2014. године, освојио је два трофеја Гагариновог купа (у сезонама 2013/14. и 2015/16). 